# Witanowo

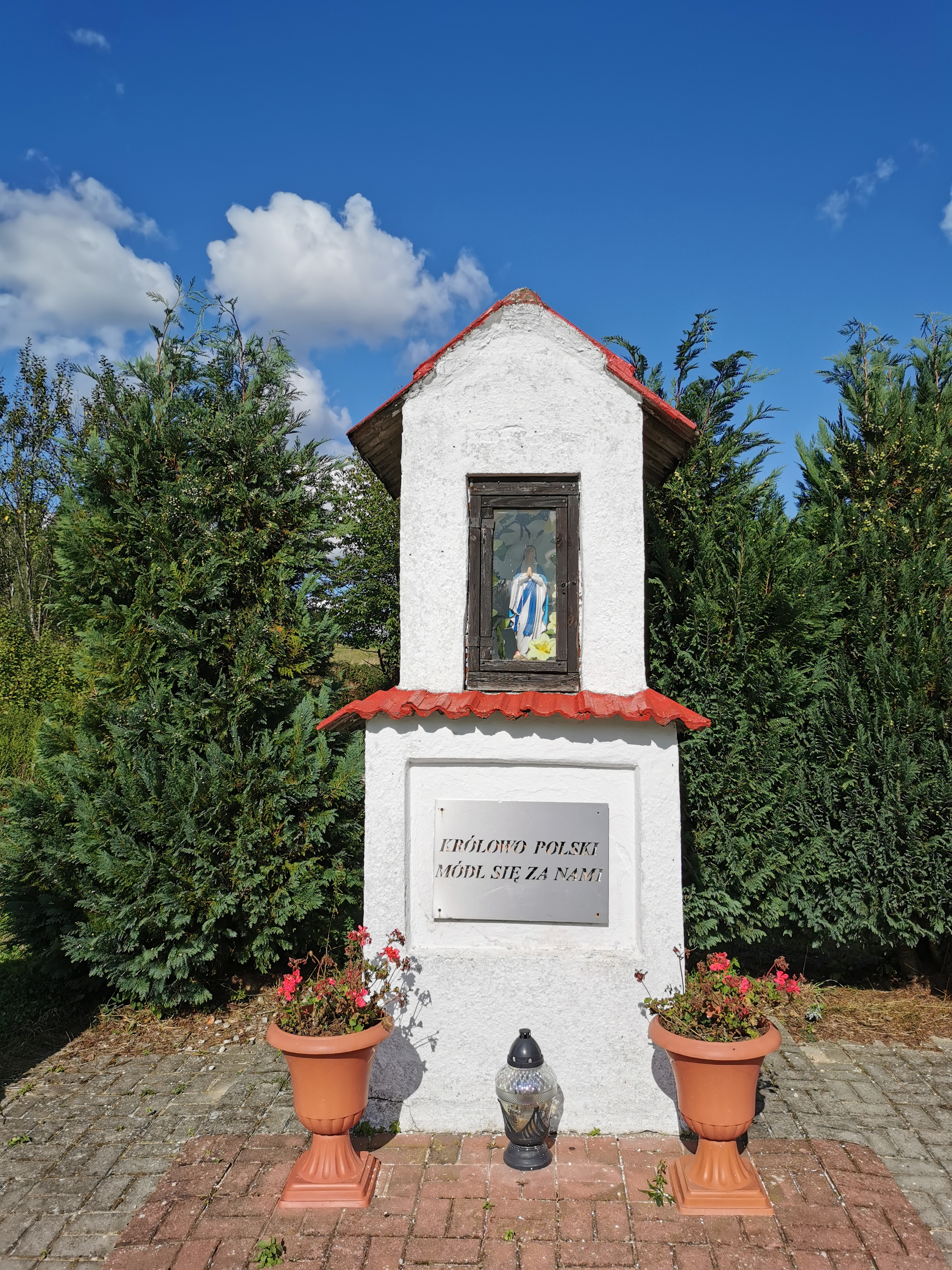
Przydrożna kapliczka we wsi

Witanowo (kaszub. Witónowò, niem. Franzdorf) – wieś w Polsce  w województwie pomorskim, w powiecie bytowskim, w gminie Kołczygłowy.
Wieś położona na Pojezierzu Bytowskim, stanowi sołectwo gminy Kołczygłowy.
W latach 1975–1998 miejscowość administracyjnie należała do województwa słupskiego.